# Paragraful 175
Paragraful 175 prevedea „Actul sexual împotriva naturii, petrecut între persoane de sex masculin sau între ființe umane și animale, se pedepsește cu închisoarea; la aceasta se poate adăuga pierderea drepturilor civile” (Codul Penal german din 1871 rămas în vigoare și în Codul Penal al Germaniei Federale pâna în 1969). Lesbienele nu au fost incluse în acest paragraf, ele fiind asimilate femeilor cu "comportament antisocial", din care făceau parte și prostituatele. Pe baza acestui paragraf peste 100.000 de homosexuali au fost trimiși în lagărele de concentrare naziste.